# ヒロハラノブヒコ
ヒロハラ ノブヒコ（1972年11月12日 - ）は、日本の放送作家、脚本家、小説家、作詞家。THE RUNNINGHOMERUN代表取締役社長。本名廣原 伸彦（読み同じ）。広島県福山市出身。

## 人物
2002年に原作を担当したSFホラー「TOYD」（放映・WOWOW 主演・内藤剛志）が、同年第39回ギャラクシー賞大賞を受賞している。
2008年、小学館ガガガ文庫より、小説『吉祥GOOD☆LOOKS』を上梓した（若王子ラムネ名義・共著）。なお別名として、空条オーランドの作家名を使う事もある。
ローカルヒーローの主題歌「オシエルンジャーのテーマ」では作詞と歌唱を担当している。
2014年、ガールズユニット「並木橋ハイスクール」（現在は活動休止）をプロデュースした。
2021年、脚本を手掛けた映像作品「The Story of Kintaro Hattori」がCannes Corporate Media & TV Awards2021金賞を受賞した

## 構成担当番組
- 世界一受けたい授業（日本テレビ）
- 世界まる見え!テレビ特捜部（日本テレビ）
- 24時間テレビ 「愛は地球を救う」（日本テレビ）
- eGG（日本テレビ）
- ワーズハウスへようこそ（日本テレビ）
- 声優探偵（テレビ東京）
- じっくり聞いタロウ（テレビ東京）
- 妖怪学園Y 〜Nとの遭遇〜 （テレビ東京）
- AKB48 ネ申テレビ（ファミリー劇場）
- STU48 イ申テレビ（ファミリー劇場）
- 火曜サプライズ （日本テレビ）
- ぐるぐるナインティナイン（日本テレビ）
- ヒルナンデス! （日本テレビ）
- おネエ★MANS（日本テレビ）
- Cの嵐!（日本テレビ）
- Dの嵐!（日本テレビ）
- ロンブー龍（日本テレビ）
- ロンQ!ハイランド（日本テレビ）
- タモリ教授のハテナの殿堂?（日本テレビ）
- 今田ハウジング（日本テレビ）
- 所さんの日本ジツワ銀行（日本テレビ）
- 大笑点（日本テレビ）
- オジサンズ11（日本テレビ）
- トシガイ（日本テレビ）
- 寿命をのばすワザ百科（日本テレビ）
- なるほどハイスクール （日本テレビ）
- ガチガセ （日本テレビ）
- モー。たいへんでした（日本テレビ）
- 国民クイズ常識の時間（日本テレビ）
- SPORTS★LEGEND（日本テレビ）
- 世界最強の勇者たち （日本テレビ）
- 夜遊び三姉妹 （日本テレビ）
- 歌スタ!!（日本テレビ）
- オトタビ（日本テレビ）
- メンB（日本テレビ）
- 世界の決定的瞬間（日本テレビ）
- ぶっコギ!（日本テレビ）
- 未来予報2011（日本テレビ）
- 新型学問 はまる!ツボ学（日本テレビ）
- ティンティンTOWN!（日本テレビ）
- どろぬま仲裁人（日本テレビ）
- 弟子っちょピカ丸（日本テレビ）
- モバタレGREAT（日本テレビ）
- バカリズムの大人のたしなみズム（ＢＳ日テレ）
- ド短期ツメコミ教育!豪腕!コーチング!!（テレビ東京）
- スキバラ キンコンヒルズ（テレビ東京）
- アリケン（テレビ東京）
- 世界で働くお父さん （テレビ東京）
- ヘルメスの悪戯（テレビ東京）
- スクールライブショー（NHK Eテレ）
- 世界びっくり旅行社（NHK）
- 爆裂★エレキングダム!!（スペースシャワーTV）
- さんま&槇原敬之の「世界に一つだけの歌」（ABC）
- 砂羽と可奈子があの街の美味しいギャップ大発見!だけど食堂（朝日放送）
- ドラゴン&ボールアワー（TBS）
- あなたは今幸せですか?（テレビ朝日）
- 僕らが考える夜（フジテレビ）
- カウントダウン・ドキュメント 秒ヨミ!（中京テレビ）

～他多数

## ドラマ・アニメ原作・脚本
- WOWOWドラマ「TOYD」（第39回ギャラクシー賞テレビ部門大賞受賞作品） - 原作
- おまかせ！みらくるキャット団（NHK Eテレ） - 脚本
- スナックワールド（テレビ東京） - 脚本
- レイトン ミステリー探偵社 〜カトリーのナゾトキファイル〜（フジテレビ） - 脚本
- 妖怪学園Y 〜Nとの遭遇〜（テレビ東京） - 脚本
- 声優探偵（テレビ東京） - 脚本[1]
- 監視〜ミラレテル（ミランカ） - 脚本

## 舞台
- エレキコミック発表会1〜
- 日本民間放送連盟「民間放送７０周年記念全国大会記念講演」構成

## 出版
- 日本テレビ出版「COMIC いつみても波瀾万丈」企画・プロデュース
- リンダブックス「世界の終わりに咲く花」監修

## CM
- ユーキャン「ユーキャンのシカク．TV」（企画構成）
- チェリオ なんちゃってオレンジ（監督）
- 「ビモンテ」ブラックシャボン（監督）

## 作詞
- しおのうた。（瀬戸内海ばんど）
- オシエルンジャーのテーマ
- 並木橋アンセム〜誰がために花は咲く〜（並木橋ハイスクール）
- 教えてTEACHME！（並木橋ハイスクール）
- スタンプ（並木橋ハイスクール）
- タオルダンク（並木橋ハイスクール）
- サークルクラッシャー（並木橋ハイスクール）